# Тріскопліт
Тріскоплі́т (Cyphorhinus) — рід горобцеподібних птахів родини воловоочкових (Troglodytidae). Представники цього роду мешкають в Центральній і Південній Америці.

## Види
Виділяють тривиди:
- Тріскопліт андійський (Cyphorhinus thoracicus)
- Тріскопліт рудолобий (Cyphorhinus arada)
- Тріскопліт співочий (Cyphorhinus phaeocephalus)

## Етимологія
Наукова назва роду Cyphorhinus походить від сполучення слів дав.-гр. κυφος — горб і ῥις — ніс.